# Gare de Nyers
La gare de Nyers est une gare ferroviaire française de la ligne de Cerdagne (voie métrique), située sur le territoire de la commune de Nyer, dans le département des Pyrénées-Orientales en région Occitanie.
Elle est mise en service en 1910 par la Compagnie des chemins de fer du Midi et du Canal latéral à la Garonne. 
C'est une halte voyageurs de la Société nationale des chemins de fer français (SNCF) desservie par le Train Jaune, train TER Occitanie spécifique pour la ligne de Cerdagne.

## Situation ferroviaire
Établie à 663 mètres d'altitude, la gare de Nyers est située au point kilométrique (PK) 11,613 de la ligne de Cerdagne (voie métrique), entre les gares d'Olette - Canaveilles-les-Bains et de Thuès-les-Bains.

## Histoire
La halte de Nyers est mise en service le 18 juillet 1910, avec la première section de Villefranche à Mont-Louis, par la Compagnie des chemins de fer du Midi et du Canal latéral à la Garonne.

## Service des voyageurs

### Accueil
Halte SNCF, c'est un point d'arrêt non géré (PANG) à entrée libre.

### Desserte
Nyers est desservie par des trains TER Occitanie (Train Jaune) qui effectuent des missions entre les gares de Villefranche - Vernet-les-Bains et de Latour-de-Carol - Enveitg.